# Localité (Suède)
Pour les articles homonymes, voir Localité.
En Suède, une localité (en suédois : ort) est officiellement définie par le Statistiska centralbyrån (« Bureau Central de la Statistique »). On distingue deux types de localités. Les « localités principales » (tätort) sont définies comme étant un ensemble d'habitations séparées par moins de 200 mètres et regroupant au moins 200 personnes. Les « petites localités » (småort (sv)) sont quant à elles définies comme étant un ensemble d'habitations séparées par moins de 150 mètres et regroupant de 50 à 199 personnes. En dessous du seuil de 50 habitants, on parle de village (by).
Dans chaque commune, on trouve également une « localité centrale » (centralort) qui correspond en quelque sorte à son chef-lieu.
Dans la langue française, on pourra plus facilement rapprocher la notion de « localité suédoise » de celle d'aire urbaine que de celle de ville. En effet, le terme de ville (stad) a un sens bien précis en suédois bien qu'il ne soit plus utilisé aujourd'hui. Le terme de ville était, avant 1971 utilisé officiellement pour différencier les communes urbaines des communes rurales. Néanmoins, certaines localités se sont réattribué le qualificatif de ville, notamment Stockholm ou Göteborg. Bien que ce qualificatif soit parfois utilisé par les instances locales officielles, ce terme ou désignation n'a aucune valeur juridique. Ceci est renforcé par le fait que les localités suédoises n'ont effectivement aucune fonction administrative. Ces dernières sont dévolues aux communes ou aux paroisses, division d'origine religieuse mais tout de même chargée de certaines fonctions liées à l'état civil. Une localité pouvant définir toute agglomération dont la population descend jusqu'à 50 habitants, la plupart des localités suédoises tiennent donc plus du village que de la ville (dans un sens général).
En outre, certaines localités voient leurs frontières dépasser les limites de la commune à laquelle elles appartiennent initialement. C'est le cas de toutes les localités les plus importantes (Stockholm, Göteborg ou Malmö) mais parfois aussi de localités moins importantes (Tumba, Östersund) notamment dans les régions fortement urbanisées.
Les localités, leur limite et leur population sont réévaluées généralement tous les cinq ans par le Statistika centralbyrå.